# Samsung Galaxy J4 Core
O Samsung Galaxy J4 Core é um smartphone Android fabricado pela Samsung Electronics e foi lançado em outubro de 2018. É o segundo smartphone baseado no Android Go fabricado pela Samsung depois do J2 Core.

## Especificações

### Hardware
O Galaxy J4 Core é alimentado por um SoC Snapdragon 425 com uma CPU ARM Cortex A-53 quad-core de 1,4 GHz, GPU Adreno 308 com 1 GB de RAM e 16 GB de armazenamento interno que pode ser atualizado para até 512 GB via cartão microSD.
Ele tem uma tela LCD IPS de 6,0 polegadas com resolução HD ready. A câmera traseira de 8 MP tem uma abertura de f/2.2 e possui autofoco, flash LED e vídeo Full HD. A câmera frontal é de 5 MP com abertura de f/2.2 e possui flash LED. A câmera frontal tem abertura de f/2.2.

### Software
O Galaxy J4 Core vem com o Android 8.1 “Oreo” e a interface de usuário Experience da Samsung. O dispositivo usa uma versão especial do Android, chamada Go Edition, que foi desenvolvida para smartphones de baixo custo.